# S5.92
Le S5.92 est un moteur-fusée à ergols liquides russe d'une poussée de 2 tonnes qui propulse l'étage supérieur Fregat des lanceurs russes Soyouz et  Zenit. 

## Historique
Le moteur S5.92 est développé initialement pour propulser les sondes spatiales martiennes Phobos 1 et Phobos 2. Production du bureau d'études d'Alexeï Issaïev, KB Khimmash  implanté à  Korolev dans l'oblast de Moscou,  il reprend la technique de l'alimentation par turbopompe que cet industriel a déjà utilisé pour des moteurs amenés comme celui-ci à redémarrer à plusieurs reprises dans l'espace. Cette solution est peu orthodoxe car elle nécessite de purger avant chaque démarrage le circuit d'alimentation en carburant. Elle présente l'avantage d'éviter la pressurisation des réservoirs et donc de réduire la masse à vide (parois plus minces) au prix d'une complexité plus importante du moteur. Le système propulsif (réservoirs et moteur) développé pour les sondes spatiales Phobos est réutilisé à compter de 2000 comme quatrième étage de la fusée Soyouz pour placer des satellites sur une orbite moyenne ou haute et des sondes spatiales sur une orbite interplanétaire (Mars Express, Venus Express, ...). Le moteur-fusée S5.98M développée par la même société est directement dérivé du S5.92.    

## Caractéristiques techniques
Le moteur S5.92 a une poussée de 19,9 knewton (environ 2 tonnes) qui peut être abaissée à 14 kN en faisant passer la pression dans la chambre de combustion de 98 à 68,5 bars. Le système d'alimentation en ergols repose sur  une turbopompe mise en mouvement par un générateur de gaz dont les produits de combustion sont perdus (cycle ouvert). Les ergols utilisés sont hypergoliques (entrent spontanément en combustion lorsqu'ils sont mis en contact) : ces ergols sont l'UDMH et le peroxyde d'azote. L'impulsion spécifique est de 323 et 239 secondes. Le rapport de mélange est compris entre 1,95 et 2,05. La chambre de combustion est refroidie par la circulation des ergols dans sa paroi creuse avant que ceux-ci soient brulés (cycle fermé ou régénératif). Le moteur qui a une masse de 75 kg, a une hauteur de 1,03 mètre pour un diamètre de 0,84 mètre. Il peut être redémarré 25 fois. Il est monté un système de rails qui permet d'orienter sa poussée,. 